# 莫桂蘭
莫桂蘭（1891年10月15日—1982年11月3日）是嶺南武術宗師黃飛鴻的第四任妻子。

## 生平
廣東高州人，童年时父母双逝，被广州开武馆的叔父收养和接养，自幼练南拳五大门派之一：莫家拳。
1911年，黃飛鴻在端午節龍舟賽後跟弟子去校場表演梅花樁舞獅。據聞當時19歲的莫桂蘭慕名到場觀摩，卻因為黃飛鴻一時失誤，被他脫出的鞋子擊中。莫桂蘭大怒，躍上擂台展莫家拳狂攻黃飛鴻，一打結緣。最終在莫桂蘭的叔父作主下，莫桂蘭十九歲下嫁花甲黃飛鴻，年齡相差約四十歲。
由於黃飛鴻當前三任妻子都是早逝，黃飛鴻自認剋妻，且黃曾發誓不再續弦，就以莫桂蘭為側室，然而實際上莫桂蘭是黃飛鴻當時唯一的配偶。
由於莫桂蘭有莫家拳的武術底子，黃飛鴻便將自己的各式洪家拳如虎鶴雙形、鐵綫拳等傳授她。莫桂蘭亦掌握了黃飛鴻的獅藝訣竅，並籌組了一個女子舞獅團，開獅藝先河。在廣州期間曾與鄧秀瓊於黃飛鴻另一弟子鄧芳開設的「義勇堂」女子部擔任女拳師。
1924年，寶芝林醫館在武裝暴亂中被焚毀，之後黃飛鴻過身，莫桂蘭生活不如意，但仍堅持傳授黃飛鴻的武藝。莫桂蘭於1936年移居香港，以行醫和授拳維生，開設武館授徒。1944年至1969年期間，她於香港島灣仔告士打道116號開設「黃飛鴻國術社」教授武術，之後到筲箕灣「黃飛鴻健身學院」任教，及後因租金上升和重建等原因，莫桂蘭多次搬遷武館，至1980年代初因習武風潮日漸衰退而結束武館，莫桂蘭於1982年11月3日安詳離世，享壽九十一歲。

## 相關影視作品
- 香港電視廣播有限公司：

1. 《我師傅係黃飛鴻》：李彩樺 飾 莫桂蘭
2. 《女拳》：劉璇 飾 莫桂蘭